# Shlomi Harush
Shlomi Harush (in ebraico שלומי הרוש‎?; Kfar Saba, 3 novembre 1987) è un cestista israeliano.

## Palmarès
- Coppa di Israele: 1

Hapoel Holon: 2017-2018